# Porana
Porana es un género con 42 especies de plantas con flores perteneciente a la familia de las convolvuláceas.

## Especies seleccionadas
- Porana acuminata P.Beauv.
- Porana bialata Kerr
- Porana brevisepala C.Y.Wu & S.H.Huang
- Porana commixta Staples
- Porana confertifolia C.Y.Wu[1]